# Aphonopelma chamberlini
Aphonopelma chamberlini là một loài nhện trong họ Theraphosidae.
Loài này thuộc chi Aphonopelma. Aphonopelma chamberlini được miêu tả năm 1995 bởi Smith.